# ديريك ولز
ديريك ولز هو سياسي كندي، ولد في 28 نوفمبر 1946 في كندا. حزبياً، نشط في الحزب الليبرالي الكندي. وقد انتخب عضو مجلس العموم الكندي.